# 岩口水库
岩口水库是中国浙江省金华市义乌市境内的一座水库，位于东阳江支流航慈溪上，建于1960年。水库正常库容为2815万立方米，集雨面积为58平方千米，海拔为70米。